# محاسبة إدارية
المحاسبة الإدارية تركز على المعلومات المالية وغير المالية لخدمة الإدارة في القيام بوظائفها الاساسية بغية تحقيق اهداف المنشأة. وتختلف عن المحاسبة المالية في عدة فروقات منها أنها ليست إلزامية وتاريخية ومستقبلية.

## الفرق بين المحاسبة الإدارية CMA وزمالة المحاسبين التنفيذيين ACCEA
المواد التي تدرس زمالة المحاسبين التنفيذيين:
- 1/المحاسبة المالية
- 2/المحاسبة الأدارية
- 3/رياضيات الأعمال وطرق الكمية
- 4/الأقتصاد
- 5/نظم المعلومات
- 6/قانون الأعمال
- 7/المراجعة
- 8/الضرائب
- 9/ المحاسبة المتقدمة
- 10/إدارة الأداء
- 11/إدارة اتخاذ القرارات
- 12/إدارة ومراقبة المخاطر
- 13/التخطيط الأستراتيجي للأعمال
- 14/التخطيط الأستراتيجي المالي
- 15/التخطيط الاستراتيجي لنظم المعلومات ونظم الأتصال

## تعريف المحاسبة الإدارية
المحاسبة الإدارية هي نظام للمعلومات يختص ب تجميع وتبويب وتحليل وتخزين بيانات أساسية أو معلومات ناتجة عن نظم أخرى فرعية للمعلومات في المنشأة لغرض إنتاج معلومات ذات طابع كمي مالية كانت أو غير مالية تساعد الإدارة في التخطيط والرقابة واتخاذ القرارات. على ذلك فالمحاسبة الإدارية ما هي إلا جزء من نظام المعلومات الإدارى المتكامل للمنشاة.
تعريف آخر: المحاسبة الإدارية هي نظام يقوم بتوفير المعلومات اللازمة لترشيد القرارات الإدارية. وكونها نظام يشير إلى إنها تمثل مجموعه من المبادئ العلمية والطرق العملية التحليلية، لها صفة التكامل والترابط وتهدف إلى تحقيق هدف أو أهداف محدده تتلخص في ترشيد القرارات الإدارية بمختلف أنواعها. وطرق التحليل التي تستخدم في نظام المحاسبة الإدارية تعتمد على طبيعة احتياجات المعلومات التي تعتمد بدورها على طبيعة القرارات الإدارية المتخذة. وعلى هذا فان طرق التحليل التي يمكن أن تدخل تحت إطار المحاسبة الإدارية يمكن أن تتغير وتتطور بتطور طبيعة القرارات الإدارية وطبيعة المعلومات اللازمة لها وخلفية القائمين باتخاذ القرارات.

## سمات المحاسبة الإدارية
- أن المحاسبة الإدارية موجهة لخدمة الأطراف الداخلية حيث تهتم ب إعداد التقارير للمستخدمين الداخليين (الإدارة).
- أن جوهر المحاسبة الإدارية هو القياس والتوصيل، فالقياس يشتمل على قياس القيم المستقبلية بالإضافة إلى القيم الفعلية ويكون قياس نقدي وغير نقدي، أما توصيل المعلومات فيتم للإدارة داخل المنشأة.
- إن الهدف من المحاسبة الإدارية هو خدمة الإدارة في ممارسة وظائفها المختلفة من تخطيط واتخاذ قرارات ورقابة.

## أهداف المحاسبة الإدارية
يمكن تلخيص الهدف الاساسي من نظام المحاسبة الإدارية في انه «توفير المعلومات المناسبة في مساعدة الإدارة على اتخاذ قرارات رشيدة». والمقصود بالمعلومات البيانات التي خضعت للتحليل والتمحيص بناء على مبادئ وطرق علميه. والمعلومات المناسبة هي التي تطابق احتياجات الإدارة في اتخاذ القرارات، ولذلك يجب أن يسبقها دراسة لطبيعة القرارات التي ستستخدم الإدارة المعلومات للوصول إليها. والمعلومات المناسبة أيضا هي التي تصل إلى الإدارة في وقت مناسب لاتخاذ القرار، أي قبل اتخاذ القرار بفترة كافيه للدراسة والتفكير. فإذا وصلت المعلومات بعد اتخاذ القرار، آو بعد الوقت الذي كان يجب أن يتخذ فيه القرار (إذ انه قد يتعطل اتخاذ القرار تماما في حالة عدم وجود المعلومات وبذلك يفوت وقت القرار) إذا وصلت المعلومات كذلك أصبحت عديمة الفائدة. ولكي تقوم إدارة المنشاة بأنشطة التخطيط والرقابة واتخاذ القرارات تحتاج إلى معلومات مختلفة تحصل عليها من مصادر متنوعة سواء الخبراء الماليين أو الاقتصاديين أو إدارات الإنتاج والمشتريات والمخازن والتسويق والمحاسبين بالمنشأة. ومن الأهداف الرئيسية لنشاط المحاسبة الإدارية ما يلي:
1- الوقت الذي تصل فيه المعلومات بالنسبة لوقت اتخاذ القرار: توفير المعلومات اللازمة لمساعدة المديرين في اتخاذ القرارات والتخطيط، فعلى سبيل المثال: «قرار افتتاح خط إنتاجي جديد يتأثر بالتقديرات الخاصة بتكلفة إنشاءالخط وتكلفة المحافظة عليه خلال تشغيليه، وأيضا تقديرات التكاليف والإيرادات المرتبطة بالتشغيل والتي تساعد في عملية إعداد الموازنة الخاصة بهذه الخط».
2- مدى نجاح المعلومات في تخفيض حالة عدم التأكد (بالإنجليزية: Uncertainty)‏ عند متخذ القرار: مساعدة المديرين في الرقابة على الأنشطة التشغيلية، وتتم علمية الرقابة من خلال توافر بيانات مقارنة بين الأداء الفعلي والأداء المخطط المحدد بالموازنة ثم تحديد الفروق أو الانحرافات وتحليل أسبابها واتخاذ الإجراءات المصححة، كما يتم الاستفادة من هذا التحليل عند إعداد الخطط الجديدة. وتهتم المحاسبة الإدارية بقياس أداء الأفراد والوحدات الفرعية للمنشأة مثل الأقسام وخطوط الإنتاج والمناطق الجغرافية، كما أن قياس الأداء يساعد في إعداد نظم الحوافز حيث يجب أن يتم تحفيز المديرين والعاملين من خلال ربط مكافأتهم بالأرباح المحققة بواسطة الوحدات التي يديرونها أو يعملون بها.

## دور المحاسبة الإدارية في النظام المحاسبي
إن النظرة الحديثة للنظام المحاسبي تؤكد انه نظام متكامل متماسك. ويقوم هذا النظام بخدمة نوعين رئيسيين من متخذي القرارات ومستخدمي المعلومات التي يصدرها النظام:
النوع الأول: مستخدمون (بالإنجليزية: Users)‏ خارجيون – أي يقع عملهم واهتمامهم خارج المنشاة. وهذا النوع يضم ملاك المشروع «مثل: المساهمين بالنسبة للشركات المساهمة، والشركاء في شركات التضامن والشعب بصفه عامه في الشركات أو المنظمات الحكومية، ومقرضون (مثل: الموردين، البنوك، وأصحاب السندات) والأسواق التي تبيع فيها المنشاة سلعها أو خدماتها، والتي تشترى منها عوامل إنتاجها (مثل: أسواق المواد الخام)، والهيئات الرقابية (مثل: الجهاز المركزي للمحاسبات»، والمؤسسات التي ينتمي إليها أعضاء المنشأة (مثل: المؤسسات العمالية، والحرفية، والمنظمات الاجتماعية والسياسية والاقتصادية على اختلاف أنواعها).
النوع الثاني: مستخدمون داخليون – وهم الذين يقع عملهم واهتماماتهم الرئيسية داخل المنشاة، أي هم الأعضاء المديرون والمنفذون في المنشاة.

## دور المحاسبة الإدارية في مساعدة الإدارة
تتلخص أهم وظائف إدارة المنشأة في أربع وظائف رئيسية هي:

### التخطيط
ويقصد بالتخطيط الإجراءات والخطوات الواجب اتخاذها لتحديد الأهداف ووضع البرامج المناسبة للحصول على الموارد المختلفة واستخدامها لتحقيق هذه الأهداف، ويقوم المحاسب الإداري بمهمة تجميع البيانات التي تساعد الإدارة في وظيفة التخطيط.

### التنظيم
يقصد بالتنظيم تحديد أفضل الطرق والإجراءات والوسائل التي يمكن بها تنظيم الموارد المتاحة المختلفة وبما يمكن من تنفيذ الخطط الموضوعة.

### الرقابة
يقصد بها الإجراءات الخاصة بقياس وتصحيح الأداء الفعلي لضمان تحقيق أهداف وخطط المنشاة، بمعنى التأكد من أن التنفيذ الفعلي يطابق الخطط الموضوعة، واتخاذ القرارات التصحيحية اللازمة في حالة وجود انحرافات عن الخطط الموضوعة. ويظهر دور المحاسبة الإدارية في توفير معلومات تساعد الإدارة على أداء وظيفة الرقابة.

### اتخاذ القرارات
تعنى وظيفة اتخاذ القرارات باختيار البديل المناسب من البدائل المختلفة بهدف تحقيق الأهداف التي وضعتها الإدارة. وتقوم المحاسبة الإدارية بتوفير المعلومات التي تساعد الإدارة على المفاضلة بين البدائل المتاحة وتحديد البديل الأفضل للمنشأة. ويمكن تبويب المعلومات التي يوفرها نظام المحاسبة الإدارية لمساعدة الإدارة في اتخاذ القرارات الرشيدة، والإغراض التي تخدمها هذه المعلومات في الاتى:
1- معلومات لقياس أداء الوحدات الاداريه للمنشاة، وكذلك أفرادها ويتحقق ذلك عن طريق وسائل تسجيل وتبويب البيانات الخاصة بنشاط كل وحده اداريه أو فرد، سواء كانت هذه البيانات فعليه أو تقديريه.
2- معلومات لتنبيه الإدارة للانحرافات عن الخطط الموضوعة، مثل: تقارير الاستثناءات (بالإنجليزية: Exception reports)‏ حتى تتخذ القرارات التصحيحه اللازمة.
3- معلومات لحل المشاكل الاداريه ذات الطبيعة الخاصة، ويحتاج ذلك إلى تحليل خاص يناسب كل مشكله. فسوف نرى إننا – لتحقيق ذلك – سنتبع مبدأ «التكاليف المختلفة للإغراض المختلفة» أي إننا سنقوم بتبويب وتحليل التكاليف بطرق مختلقه لتتفق مع الحلول اللازمة لحل المشاكل الإدارية المختلفة.

## أساليب المحاسبة الإدارية
لا توجد قائمة متفق عليها لأدوات المحاسبة الإدارية فالتطور المستمر في العلوم ينعكس على أدوات المحاسبة الإدارية، إلا أن أهم الأدوات التي تعتمد عليها المحاسبة الإدارية تتمثل في الآتي:
1. الموازنات التخطيطية.

أهمية الموازنات التخطيطية: 
تعتبر الموازنات التخطيطية عينية ومالية ونقدية تفصيلية تغطي كل نواحي النشاط في الوحدة الاقتصادية لفترة محدد مقبلة بهدف تحقيق أهداف التخطيط والتنسيق والرقابة على أنشطتها وتعد الموازنة التخطيطية بمثابة أداة تستخدم في التعبير عن الأهداف والسياسات التي ساهمت الإدارة العليا في وضعها سواء للوحدة الاقتصادية ككل أو للإدارات والأقسام فيها كلا على حده.
وتعتبر الموازنة التخطيطية وسيلة هامة في للاتصال بين مستويات الإدارية المتعددة فبواسطتها يمكن توصيل أهداف وخطط الإدارة العليا إلى المستويات الأقل في الخارطة التنفيذية والوحدة الاقتصادية حيث تقوم الإدارات التنفيذية بترجمة الأهداف والسياسات في صورة موازنات فرعية وذلك لقدرتها على إعداد هذه الموازنات نظرا لأنها تقوم بالتنفيذ الفعلي. 
وتبين الموازنة التخطيطية أهداف الإيرادات المنتظرة عن طريق موازنة المبيعات وحدود المصروفات المتوقعة عن طريق موازنات الاستخدام ويمثل الفرق صافي الدخل أو الفائض المرغوب في تحقيقه بالإضافة إلى ذلك فإن الموازنة تعبر عن خطط متعلقة بنواحي تفصيلية متعددة مثل مستويات المخزون السلعي والإضافات الرأسمالية والاحتياجات النقدية ومصادر التمويل وخطط الإنتاج وخطط المشتريات والاحتياجات من الأيدي العاملة.
1. خرائط التعادل (العلاقة بين التكلفة والحجم والربح).
2. التكاليف المعيارية.
3. أدوات بحوث العمليات.
4. النماذج الرياضية.
5. التحليل الإحصائي.
6. الرقابة الداخلية.
7. محاسبة التكاليف.
8. التحليل المالي والمحاسبي.
9. محاسبة المسؤولية.
10. الرقابة على الجودة.
11. أساليب الإدارة (بنظم المعلومات الإدارية، الإدارة بالأهداف، إدارة بالاستثناء).

## العلاقة بين المحاسبة الإدارية والأنظمة الأخرى

### العلاقة بين المحاسبة الإدارية والمحاسبة المالية
ويمكن كذلك توضيح العلاقة بين المحاسبة الإدارية والمحاسبة المالية من حيث:
أوجه الشبه:
1. استخدام الأحداث الاقتصادية.
2. الاهتمام بالإيرادات والمصروفات والأصول والتدفقات النقدية.
3. الاعتماد على نظام المعلومات المحاسبي (مدخلات ــ تشغيل ــ مخرجات)
4. اعتمادهما على مفهوم المسؤولية وإن كان مجال التطبيق مختلف.

أوجه الاختلاف:
1. المحاسبة المالية مقيدة بالمبادئ المحاسبية المقبولة لدى المحاسبين (مبدأ التكلفة التاريخية) أما المحاسبة الإدارية غير مقيدة بالمبادئ المحاسبية فقد يتم تقويم الأصول الثابتة بالتكلفة الاستبدالية.
2. تهتم المحاسبة المالية بالمنشأة ككل، أما المحاسبة الإدارية تركز على القطاعات المختلفة (مراكز ربحية، أقسام)
3. تهتم المحاسبة المالية بالمعلومات النقدية، أما المحاسبة الإدارية فتهتم بالمعلومات النقدية وغير النقدية.
4. تركز المحاسبة المالية على الماضي، أما المحاسبة الإدارية تركز على المستقبل (خطط مستقبلية)
5. تركز المحاسبة المالية على موضوعية البيانات ودقتها وقابليتها للتحقق وتعتبر ملاءمتها أمرا ثانويا. أما المحاسبة الإدارية تركز على ملائمة المعلومات للمشكلة موضع الدراسة وتعتبر الموضوعية أمرا ثانويا.
6. توفر المحاسبة المالية معلومات أكثر دقة من المحاسبة الإدارية حيث أن الإدارة قد تضحي ببعض الدقة من أجل الحصول على المعلومات بالسرعة المطلوبة.
7. تعتمد المحاسبة الإدارية على مصادر معلومات أخرى مثل بحوث العمليات، الإحصاء، الاقتصاد بخلاف نظام المحاسبة المالية.
8. المحاسبة المالية ملزمة بالاحتفاظ بدفاتر وسجلات معينة، أما المحاسبة الإدارية فلديها الحرية الكاملة في الدفاتر والسجلات التي تستخدمها.
9. المعلومات التي توفرها المحاسبة المالية تعتبر الهدف الأساسي منها فعند إعدادها ينتهي دور المحاسبة المالية، أما المعلومات التي توفرها المحاسبة الإدارية تعتبر وسيلة لاستخدامها في التخطيط والتوجيه والرقابة.
10. تركز المحاسبة المالية على الجهات الخارجية (بنوك، مستثمرين، أجهزة حكومية)، بينما تركز المحاسبة الإدارية على احتياجات الإدارة.

الجدول التالى يلخص العلاقة بين المحاسبة الإدارية والمحاسبة المالية
| متسلسل | المحاسبة الإدارية | المحاسبة المالية |
| ------ | --- | --- |
| (1)    | تخدم المستويات الإدارية المختلفة داخل المنشأة وقد تمتد خدماتها إلى مستفيدين آخرين خارج المنشأة.                                                                                          | تخدم أطراف خارج المنشأة. |
| (2)    | اختيارية حسب رغبة إدارة المنشأة حيث تعد المعلومات بحسب الحاجة إليها. | إلزامية طبقا للقانون حيث تعد القوائم المالية بصورة متكررة ودورية في نهاية كل فترة.                                                                                    |
| (3)    | لا يحكم إعداد قوائم وتقارير مبادئ متعارف عليها مثل: قائمة الدخل والمركز المالي. | لا يوجد التزام قانوني على الإدارة في إعداد القوائم والتقارير على المبادئ المحاسبية المتعارف عليها.                                                                    |
| (4)    | توفر معلومات مالية وغير مالية (حجم المبيعات – احتياجات كل منتج من عناصر الإنتاج – عدد الوحدات التالفة -....).                                                                            | توفر معلومات مالية فقط (إيرادات – مصروفات – أصول - التزامات). |
| (5)    | توفر معلومات تاريخية ومعلومات عن المستقبل. | توفر معلومات تاريخية فقط. |
| (6)    | توفر معلومات عن الوحدات الفرعية داخل المنشأة (أقسام – إدارات – خطوط إنتاج – فروع-.....).                                                                                                 | توفر معلومات إجمالية تساعد في تقييم إداء المنشأة ككل. |
| (7)    | تستخدم الأساليب المحاسبية والرياضية والإحصائية. | تعتمد على نظام القيد المزدوج. |
| (8)    | لا تخضع المعلومات التي تقدمها المحاسبة الإدارية للفحص والمراجعة من جانب مراجع الحسابات.                                                                                                  | بينما تخضع القوائم المالية التي تنتجها المحاسبة المالية للمراجعة والفحص من قبل المراجع الخارجي.                                                                       |
| (9)    | قد تحتاج الإدارة لاتخاذ قرار معين في وقت مناسب إلى معلومات سريعة من المحاسب الإدارى قد لا تكون بنفس دقة معلومات المحاسبة المالية خاصة إذا كانت هذه المعلومات ترتبط بالمستقبل غير المؤكد. | تتميز بأنها تنتج معلومات دقيقة تم مراجعتها بواسطة مراجع حسابات خارجي لذلك فهي تحتاج إلى فترة زمنية كافية لإنتاج هذه المعلومات تمتد لعدة شهور بعد نهاية السنة المالية. |

### العلاقة بين المحاسبة الإدارية ومحاسبة التكاليف
ويمكن كذلك توضيح العلاقة بين المحاسبة الإدارية ومحاسبة التكاليف من حيث:
أوجه التشابه:
1. التعامل في الأحداث الاقتصادية.
2. تحتاج المحاسبة الإدارية إلى معلومات من محاسبة التكاليف.
3. كلا الفرعين ينتميان إلى فرغ من فروع المحاسبة وهو المحاسبة لخدمة الأطراف الداخلية.

أوجه الاختلاف:
1. الهدف من محاسبة التكاليف هو تحديد تكلفة الإنتاج، في حين أن المحاسبة الإدارية تهدف لحل المشكلات الإدارية والمفاضلة بين البدائل المتاحة.
2. الفترة المحاسبية لمحاسبة التكاليف لها وقت محدد (فترة تكاليفية)، بينما لا يوجد قيود على الوقت (فترة غير محددة) بالمحاسبة الإدارية.
3. درجة الدقة في محاسبة التكاليف تتسم بالموضوعية وخاصة عند حصر المخزون، والمحاسبة الإدارية تتسم بالحكم الشخصي والتنبؤ.
4. إما في مجال الاهتمام فإن محاسبة التكاليف تهتم بعناصر التكلفة وتحليلها (الأقسام الإنتاجية فقط)، في حين أن المحاسبة الإدارية لها مجالات متعددة في كافة الأنشطة ووظائف الإدارة.
5. ينحر نطاق محاسبة التكاليف على التركز فقط على التكاليف، في حين أن نطاق المحاسبة الإدارية يناقش محاسبة المسؤوليات وتقييم الأداء ومؤشراته.

الجدول التالى يلخص العلاقة بين المحاسبة الإدارية ومحاسبة التكاليف
| متسلسل | المحاسبة الإدارية | محاسبة التكاليف                                                                      |
| ------ | --- | ------------------------------------------------------------------------------------ |
| (1)    | تخدم المستويات الإدارية المختلفة داخل المنشأة وقد تمتد خدماتها إلى مستفيدين آخرين.                                                                                | تخدم المستويات الإدارية المختلفة داخل المنشاة.                                       |
| (2)    | توفر معلومات تاريخية ومعلومات عن المستقبل. | توفر معلومات تاريخية فقط.                                                            |
| (3)    | مصدر البيانات التي تعتمد عليها هو نظام المعلومات المحاسبي الكلى للمنشأة مع مصادر أخرى مثل: كمية الإنتاج المعيب، كميات المواد وساعات العمالة المستخدمة في الإنتاج. | مصدر البيانات التي تعتمد عليها هو نظام المعلومات المحاسبي الكلى للمنشأة.             |
| (4)    | تركز على المعلومات الخاصة بعناصر تكاليف المنشأة بالإضافة إلى عناصر إيرادات المنشأة.                                                                               | تركز على المعلومات الخاصة بعناصر تكاليف المنشأة.                                     |
| (5)    | تركز على كل من التكاليف التي تستحق في الأجل القصير وأيضا التي قد تتعدى السنة الواحدة أي التي تستنفد في الأجل المتوسط والطويل.                                     | تركز على التكاليف التي تستنفد في الأجل القصير (سنة عادة) من أجل إنجاز أعمال المنشأة. |

### العلاقة بين المحاسبة الإدارية وعلم الإدارة
يمكن إيضاح العلاقة بين المحاسبة الإدارية وعلم الإدارة عن طريق الربط بين وظائف المحاسبة ووظائف الإدارة كما يلي:
| الوظائف المحاسبية | الوظائف الإدارية         |
| --- | ------------------------ |
| إعداد الموازنات التخطيطية والتكاليف المعيارية. مفهوم الموازنات التخطيطية أن أول من استخدم الأسلوب التخطيطي في المجال الاقتصادي نبي الله يوسف عليه السلام عندما كان يحتل منصب وزير مالية والي مصر عندما وضع خطة سبعيه (لسبع سنين) وتتمثل الخطة السبعيه الأولى للدولة في تخطيط البناء والتجهيز وقد حددت بسبع سنين وكانت خطة نبي الله يوسف عليه السلام لإنقاذ دولة مصر من المجاعة وهي خطة زراعية وقد استلزم تنفيذ خطة الدولة الزراعية في بناء المستودعات والتقسيم الإداري والمحاسبي للسنين القادمة وقد قام بتخزين جزء من الحبوب في سنين الرخاء لتستخدم لسنين القحط السبع القادمة. أما بالنسبة للقسم الثاني من الخطة المستقبلية للدولة حددت بسبع سنين (سنين القحط) وهي خطة تطبيقية ميدانية حسب الجدول الزمني للخطة العامة للدولة كما إن نبي الله يوسف عليه السلام قد بين لنا خطته السبعيه الثانية وفق تطبيق خطة تقسيم وتوزيع الحبوب على السنين السبع الثانية العجاف للدولة وفق جدول إداري تقني زمني دقيق. كما أنه وضع خطة التقني والمحاسبة لتوزيع الحبوب على السنين السبع القادة وفق منهجه للتعاون الإنساني مع تلك الشعوب والقبائل المجاورة. (الحلبي،1993, ص 28-29) وفي حقيقة الأمر فإن المحاسبة الإدارية استعارة هذا الاسم من دراسات المالية العامة ففي الأصل كانت كلمة الموازنة التخطيطية تطلق على الكشف الذي تعده الدولة وهي تضع خطة إيراداتها ومصروفاتها ويرجع أصل الكلمة budget إلى الكلمة الفرنسية bougette وتعني حقيبة ففي السنوات الأول استخدم الإنجليز الموازنة فكان وزير المالية يعد خطه ويقدمها إلى مجلس العموم البريطاني ونتيجة لزيادة التطور التكنولوجي وبزيادة نسبة عدم التأكد في الحياة التجارية اضطر المسؤلون عن الشركات والمنشات في جميع أنحاء العالم إلى استخدام الموازنات التخطيطية للرقابة على أوجه النشاط المختلفة في مشروعاتهم وكانت تعد هذه الموازنة التخطيطية على أساس الخبرة السابقة والنتائج المحققة في الماضي. (نور- 1989 - ص 61-62) تعريف الموازنات التخطيطية: Planning Budget Definition of 1- الموازنات التخطيطية هي خطه مالية شاملة تحدد الأهداف التي تقرر الإدارة العليا تحقيقها خلال فترة زمنية مقبلة كما تحدد الوسائل التي تتبع لتحقيق هذه الأهداف بأفضل تكلفة اقتصادية ممكنه. أهمية الموازنات التخطيطية: تعتبر الموازنات التخطيطية عينية ومالية ونقدية تفصيلية تغطي كل نواحي النشاط في الوحدة الاقتصادية لفترة محدد مقبلة بهدف تحقيق أهداف التخطيط والتنسيق والرقابة على أنشطتها وتعد الموازنة التخطيطية بمثابة أداة تستخدم في التعبير عن الأهداف والسياسات التي ساهمت الإدارة العليا في وضعها سواء للوحدة الاقتصادية ككل أو للإدارات والأقسام فيها كلا على حده. وتعتبر الموازنة التخطيطية وسيلة هامة في للاتصال بين مستويات الإدارية المتعددة فبواسطتها يمكن توصيل أهداف وخطط الإدارة العليا إلى المستويات الأقل في الخارطة التنفيذية والوحدة الاقتصادية حيث تقوم الإدارات التنفيذية بترجمة الأهداف والسياسات في صورة موازنات فرعية وذلك لقدرتها على إعداد هذه الموازنات نظرا لأنها تقوم بالتنفيذ الفعلي. وتبين الموازنة التخطيطية أهداف الإيرادات المنتظرة عن طريق موازنة المبيعات وحدود المصروفات المتوقعة عن طريق موازنات الاستخدام ويمثل الفرق صافي الدخل أو الفائض المرغوب في تحقيق الإضافة إلى ذلك فإن الموازنة تعبر عن خطط متعلقة بنواحي تفصيلية متعددة مثل مستويات المخزون السلعي والإضافات الرأسمالية والاحتياجات النقدية ومصادر التمويل وخطط الإنتاج وخطط المشتريات والاحتياجات من الأيدي العاملة. وظائف الموازنات التخطيطية: يمكن تلخيص الوظائف الرئيسية للموازنات التخطيطية في الأتي: 1. وظيفة التخطيط 2. وظيفة التنسيق 3. وظيفة الاتصال 4. وظيفة الرقابة 5. وظيفة التحـفُـز 6. وظيفة تقييم الأداء أنواع الموازنات التخطيطية: Types of Planning Budget تنقسم الموازنات التخطيطية من زوايا مختلفة على النحو التالي أولاً: على أساس الفترة الزمنية: Basic on Time Period وتقسم إلى الأتي: 1- الموازنة قصيرة الأجل: Short Term Budget و تغطي تقديراتها فترة مالية واحدة وغالباً سنة كاملة لترسم برامج العمل خلال هذه الفترة مع تحقيق الرقابة خلال هذه الفترة وتجزا هذه الموازنة إلى موازنات ربع سنوية أو شهرية أو أسبوعية. 2- الموازنة متوسطة الأجل: Medium Term Budget و تغطي تقديراتها أكثر من فترة مالية واحدة وقد تصل إلى أربع سنوات ومن محتوياتها الإطار العام والأرقام الإجمالية للموازنات قصيرة الأجل والأرقام الخاصة طويلة الأجل. 3- الموازنة طويلة الأجل: Long Term Budget ومدتها تزيد عن سنة مالية وتتراوح ما بين (5-10سنوات) وهدفها تخطيطي وليس رقابي وذلك للتنسيق بين الأهداف والإمكانات في المستقبل ويمكن تقسيم هذا النوع من الموازنات إلى موازنات سنوية بحيث تصبح الموازنة قصيرة الأجل جزء من الموازنة طويلة الأجل. 4- الموازنة المستمرة: Periodic Budget وهي الموازنات التي تغطي فترة أو فترات من الزمن بصفة مستمرة وتحدد تقديراتها بشكل مستمر مما يستدعي الاستمرار في العمليات التخطيط للمستقبل وتعديل التقديرات الخاصة به على ضوء الخبرات التي يتم اكتسابها أولا ً بأول فتزداد فعالية الموازنة كأداة للتخطيط وكوسيلة للرقابة. ثانياً: على أساس طبيعة النشاط:Basic on Nature Activities يتم وضع الموازنة التقديرية بحسب أنواع الأنشطة في المشروع والمشاريع الاستثمارية فهناك موازنات لعمليات الإنتاج وأخرى للاستثمار والاستهلاك. فالموازنة الإنتاجية تتناول نشاط المشروع في إنتاج السلع والخدمات خلال فترة زمنية معينة أما الموازنة الاستهلاكية فتتناول النشاط الاستهلاكي للخدمات والسلع المنتجة خلال فترة معينة وهناك موازنة استثمارية تتناول الخطة النقدية لما يجب إضافته إلى الأصول الاستثمارية في الوحدة الاقتصادية خلال فترة زمنية معينة. 1- موازنة النشاط الجاري: Current Activity Budget تتناول موازنات الأعمال في المشروع من مبيعات ومشروعات وإنتاج ومخزون سلعي مصاريف ونقدية وقوائم الموارد والاستخدامات المالية الجارية. 2- الموازنة الرأسمالية: Capital Budget ترسم سياسة الوحدة الاستثمارية في المدى القصير والطويل مع وضع برنامج الاستثمار وتخطيطه وكيفية تمويله والرقابة على تنفيذه طبقاً للخطة الموضوعة فتشمل برنامج الاستثمار في الأصول المختلفة وموازنة الموارد واستخدامات الرأسمالية والموازنة النقدية الخاصة بتنفيذ برنامج الاستثمار. == | التخطيط ورسم السياسات.   |
| تصميم النظم المحاسبية. | التنظيم والتنسيق.        |
| تسجيل الأحداث المالية أولا بأول. | التنفيذ والمتابعة.       |
| المراقبة الداخلية. | الإشراف الإداري.         |
| التقارير المحاسبية والمالية. | الرقابة واتخاذ القرارات. |

يتضح أن هناك علاقة توازنية بين وظائف كل من المحاسبة والإدارة. والمحاسبة الإدارية تعمل على توفير البيانات والمعلومات اللازمة لقيام الإدارة بوظائفها وتحقيق أهداف المنشأة. فهي امتزاج عملي بين المحاسبة والإدارة.

### العلاقة بين المحاسبة الإدارية وعلم الاقتصاد
بالرغم من أن المحاسبة الإدارية تتعامل مع الأحداث الحاضرة والمستقبلية في صورة كمية قريبة إلى الواقع العملي، إلا أنها تعتمد على المفاهيم النظرية لعلم الاقتصاد في صياغة تقاريرها وفي تحديد مفاهيمها. كما هو الحال في دراسات نقطة التعادل والتكاليف الحدية والدراسات الخاصة بفصل التكاليف الثابتة عن المتغيرة، الأمر الذي يوضح مدى أهمية الدراسات الاقتصادية للمحاسب الإداري.
ونجد ان علم الاقتصاد يهتم بدراسة الاستخدام الامثل للموارد المتاحة ام المحاسبة الإدارية تهتم أيضا بذلك من خلال قدرتها على الإنتاج.

### العلاقة بين المحاسبة الإدارية والعلوم السلوكية
تهتم المحاسبة الإدارية بالعامل البشري، باعتباره الذي يؤثر ويتأثر بالوظائف المحاسبية والإدارية، فتعتمد المحاسبة الإدارية على دراسات العلوم السلوكية في مجال دراسات الدوافع والحوافز. وهي في سبيل ذلك تتعامل مع أساليب الإدارة بالأهداف والنتائج والإدارة بالاستثناء وتقارير محاسبة المسؤولية، كما أنها تتعامل مع نظم دفع الأجور والأجور التشجيعية، وتعتمد على أساليب المشاركة في إعداد الموازنات التخطيطية. فالمحاسبة الإدارية لا تتعامل فقط مع الأرقام واللوائح بل يتعدى اختصاصاتها ذلك بكثير خصوصا في مجال الاهتمام بالعنصر البشري.

## مواقع ذات صلة
- أنظر إيضاً المقال الأصلي: محاسبة
- موقع دليل المحاسبين
- المجمع العربي للمحاسبين القانونيين
- الهيئة السعودية للمحاسبين القانونيين